# Cecilia Chongo
Cecilia Miranda Chongo foi uma política moçambicana. Em 1977, ela fez parte do primeiro grupo de mulheres eleitas para a Assembleia Popular.

## Biografia
Chongo foi candidata da FRELIMO nas eleições parlamentares de 1977, nas quais foi uma do primeiro grupo de 27 mulheres eleitas para a Assembleia Popular. Ela foi reeleita em 1986 pela Província de Gaza.